# Mathias Sinamenye
Mathias Sinamenye est un homme politique tutsi burundais, ancien second vice-président de la République du 11 juin 1998 au 1er novembre 2001.

## Biographie
Le 11 juin 1998, Sinamenye est nommé second vice-président chargé des affaires économiques et sociales par le président Pierre Buyoya. Le premier vice-président est alors Frédéric Bamvuginyumvira. Sinamenye garde ce poste jusqu'à la nomination d'un nouveau gouvernement visant à sortir le pays de la guerre civile le 1er novembre 2001. Domitien Ndayizeye devient alors l'unique vice-président.